# Euryproctus
Euryproctus is een geslacht van insecten uit de orde vliesvleugeligen (Hymenoptera) en de familie Ichneumonidae.

## Soorten
- E. albitarsis Strobl, 1903
- E. albocinctus Davis, 1897
- E. albopunctus Davis, 1897
- E. alpinus Holmgren, 1857
- E. annulatipes (Provancher, 1886)
- E. annulatus (Gravenhorst, 1829)
- E. annulicornis (Cameron, 1903)
- E. arbustorum Holmgren, 1857
- E. bituminosus Davis, 1897
- E. bivinctus Holmgren, 1857
- E. boreator Aubert, 1998
- E. caucasiator Aubert, 1998
- E. clavatus (Provancher, 1883)
- E. coxalis Costa, 1888
- E. crassicornis Thomson, 1889
- E. curvator Davis, 1897
- E. dakotaensis Davis, 1897
- E. depressus (Provancher, 1875)
- E. foveolatus Uchida, 1955
- E. geniculosus (Gravenhorst, 1829)
- E. holmgreni Kerrich, 1942
- E. inferus Thomson, 1889
- E. japonicus (Ashmead, 1906)
- E. latigaster (Provancher, 1886)
- E. longicornis (Provancher, 1874)
- E. luteicornis (Gravenhorst, 1829)
- E. maidli Habermehl, 1926
- E. mundus (Gravenhorst, 1820)
- E. nemoralis (Geoffroy, 1785)
- E. niger Habermehl, 1926
- E. numidicus Schmiedeknecht, 1900
- E. parvulus Thomson, 1883
- E. petiolatus Davis, 1897
- E. plantator (Thunberg, 1822)
- E. puritanicus Davis, 1897
- E. ramis Davis, 1897
- E. ratzeburgi (Gorski, 1852)
- E. regenerator (Fabricius, 1804)
- E. sentinis Davis, 1897
- E. spinipes (Cameron, 1907)
- E. striatus (Cameron, 1906)
- E. trochantellator Aubert, 1998
- E. turcator Aubert, 1979